# Tuchschererturm
Der Tuchschererturm war ein Wehrturm der zweiten Stadtmauer des mittelalterlichen Münchens.

## Geschichte
Urkundlich erwähnt wurde der Turm erstmals 1613, jedoch ohne dass seine genaue Lage genannt wird. Es dürfte sich bei diesem Turm um einen der Stadtmauertürme zwischen dem Angertor und dem Einlasstor gehandelt haben, da in diesem Abschnitt die Tuchscherer den Zwinger vor der zweiten Stadtmauer gepachtet hatten, um dort ihre Tuchmacherrahmen aufzustellen. Deutlich zu erkennen sind diese Rahmen im Stadtmodell Münchens von Jakob Sandtner aus dem Jahr 1570. Im Stadtplan Münchens des topographischen Bureaus von 1806 stehen sie vor allem zwischen dem Taschenturm und dem Jakobsplatz. Der Turm dürfte demnach an der heutigen Prälat-Zistl-Straße zwischen Sebastiansplatz und Jakobsplatz südlich von dem Turm bei Sankt Sebastian gestanden haben, ungefähr dort, wo heute das südliche Kopfende der Schrannenhalle steht.
1803 wird der Turm noch einmal als Turm im Tuchmacherzwinger genannt. Wann er abgerissen wurde, ist nicht bekannt.